# Heumen
Heumen é um município dos Países Baixos, situado na província da Guéldria. Tem 41,54 km² de área e sua população em 2020 foi estimada em 16.589 habitantes.